# Chiesa della Natività della Beata Vergine Maria (San Polo d'Enza)
La chiesa della Natività della Beata Vergine Maria è la parrocchiale di Grassano, frazione del comune italiano di San Polo d'Enza in provincia di Reggio Emilia. Appartiene al vicariato della Val d'Enza nella diocesi di Reggio Emilia-Guastalla e risale all'XI secolo.

## Storia

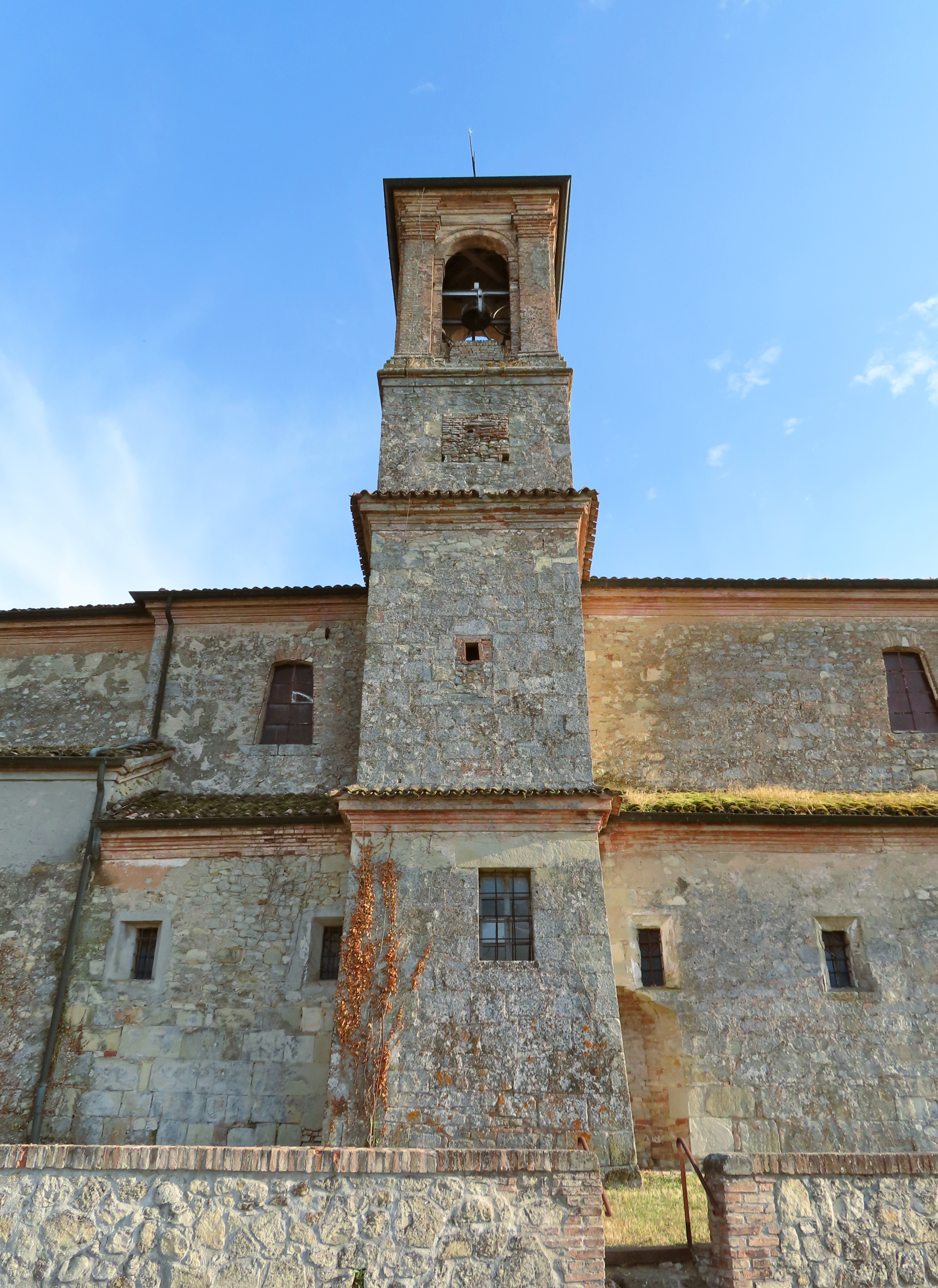
Propetto laterale sinistro con torre campanaria

La prima citazione storica che ricorda il luogo di culto a Grassano risale all'XI secolo quando la sua dedicazione era per San Prospero e, per enfiteusi, rientrava tra le disponibilità del margravio Bonifacio di Canossa mentre ecclesiaticamente dipendeva dalla pieve dei Santi Pietro e Paolo in Caviano. La nuova dedicazione che ci è pervenuta alla Natività della Beata Vergine Maria entrò in uso a partire dalla fine di tre secoli più tardi. La chiesa poi è stata probabilmente ricostruita nel 1697 e la data con l'anno scolpita sulla facciata ne ricorda il momento.

## Descrizione

### Esterni
La chiesa si trova a Grassano, frazione di San Polo d'Enza in provincia di Reggio Emilia. La facciata, con blocchi di arenaria a vista, è parzialmente aggettante sulla sinistra e si presente caratterizzata da quattro lesene che racchiudono, nella sua parte centrale, il portale di accesso con arco a tutto sesto sormontato in asse da una piccola rientranza quadrata con l'affresco raffigurante la Natività della Beata Vergine Maria e più in alto dalla serliana che porta luce alla sala. La torre campanaria si alza in posizione arretrata sul fianco laterale sinistro mentre sul fianco destro è addossato l'edificio utilizzato dalla parrocchia come canonica.

### Interni
La navata interna è unica ed ampliata da tre cappelle per lato. Il fonte battesimale è posto nella prima cappella a sinistra. Il presbiterio è leggermente rialzato e l'abside ha base semicircolare. Dallo spazio del presbiterio una porta permette l'accesso alla sagrestia. L'adeguamento liturgico del presbiterio è stato ultimato nel 1975.